# Cavalier (tank)
Tank Cavalier patří do řady britských rychlých tanků vyráběných společností Nuffield. Jeho předchůdcem byl tank Crusader, u něhož nebyly dostatečné bojové parametry. Tank Cavalier měl novou korbu, podvozek typu Christie se širšími pásy, věž byla osazená kanónem ráže 57 mm. Stroj však byl velmi poruchový, v drtivé většině se proto používal pouze k výcviku. Celkem bylo vyrobeno 500 ks tanků různých typů.

## Typy tanku Cavalier
- Cruiser Tank Mk.VII „Cavalier OP“

V roce 1943 bylo několik tanků „Cavalier“ přestavěno na dělostřelecké pozorovací vozidlo.
- Cruiser Tank Mk.VII „Cavalier ARV“

Několik tanků „Cavalier“ bylo přestavěno na vyprošťovací tanky. Věž byla odstraněna a nahrazena jeřábem.